# Tentaculites
Ne doit pas être confondu avec Tentaculata.
Genre
Tentaculites est un genre éteint d'animaux marins vivants dans des tubes calcaires. Ils sont aujourd'hui plutôt considérés comme des brachiozoaires, un clade qui regroupe les brachiopodes et les phonoridiens.
Le nom « tentaculites » est aussi utilisé avec une acception plus générale pour l'ensemble des animaux appartenant à la classe des Tentaculita. 
Le genre Tentaculites a vécu de l'Ordovicien inférieur (Grande biodiversification ordovicienne) jusqu'au Dévonien supérieur il y a environ entre −480 et −360 Ma (millions d'années).

## Description

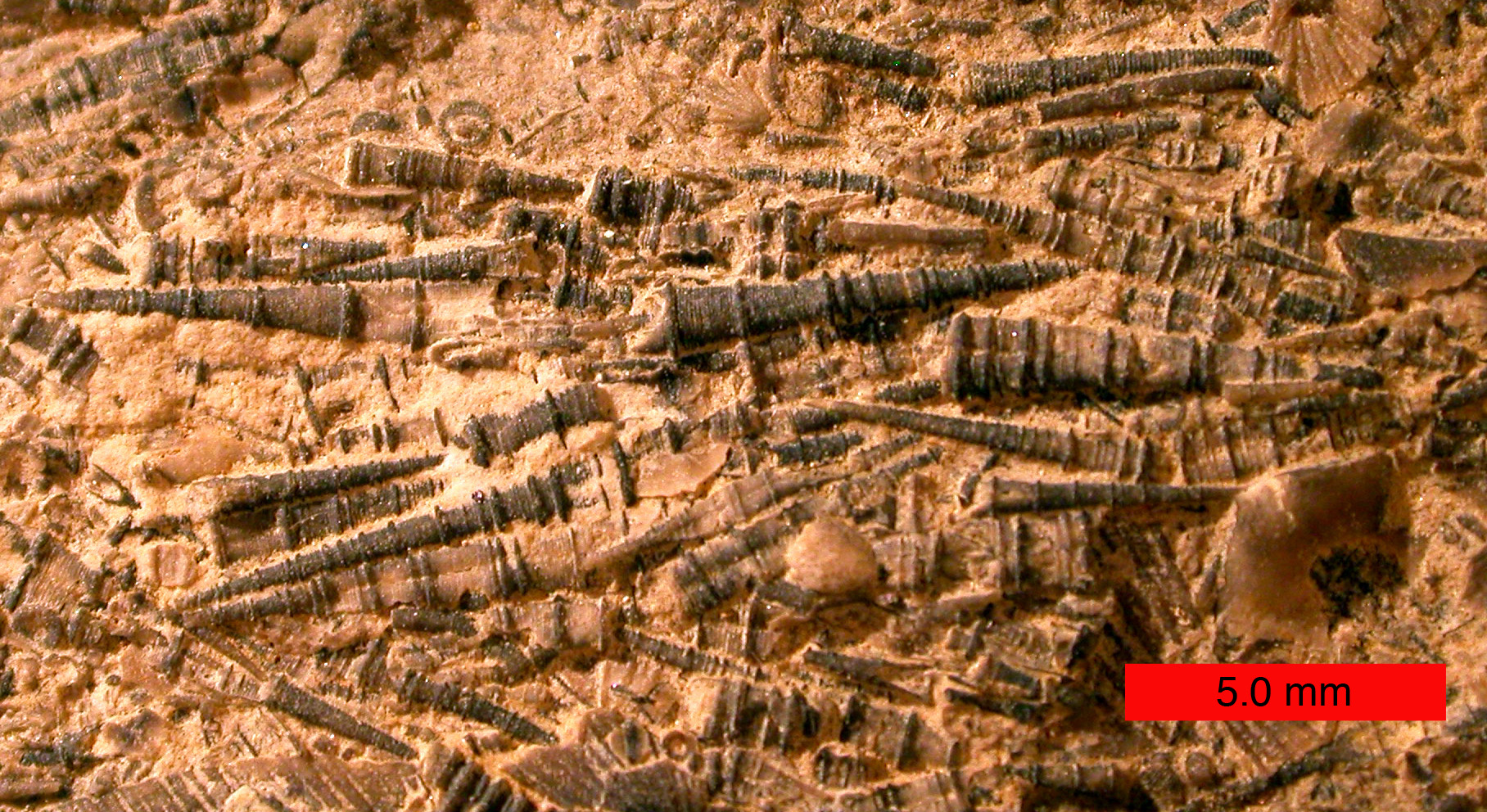
« Tentaculites » du Dévonien du Maryland (États-Unis).

Les tubes de Tentaculites, d'une taille généralement de 5 à 20 millimètres de long, ont une forme de cônes rectilignes, allongés, avec des côtes sur leur coquille. 
De nombreuses espèces ont été créées pour ce genre, certaines sont supposées pélagiques.
La famille des Tentaculitidae et le genre Tentaculites n'apparaissent pas dans la synthèse des Tentaculita de O. Vinn datant de 2012.